# Straßenbau A–Z
Straßenbau A–Z ist eine Sammlung technischer Regelwerke und amtlicher Bestimmungen für das Straßen- und Verkehrswesen in Deutschland und wird von der Forschungsgesellschaft für Straßen- und Verkehrswesen herausgegeben.
Das Werk enthält rund 14.000 Druckseiten mit Regelwerken, Rundschreiben des Bundesministeriums für Verkehr, Bau und Stadtentwicklung und Gesetzen. Es gilt in Fachkreisen als die umfassendste geschlossene Sammlung zum Thema Straßen- und Verkehrswesen im deutschsprachigen Raum. Es ist entweder als Loseblattsammlung und als CD-ROM erhältlich.